# Neptis cineracea
Neptis cineracea är en fjärilsart som beskrevs av Smith 1886. Neptis cineracea ingår i släktet Neptis och familjen praktfjärilar. Inga underarter finns listade i Catalogue of Life.